# FSO Syrena
El automóvil polaco FSO/FSM Syrena fue el coche popular de Polonia por excelencia, expuesto por primera vez en la feria del Comercio de Poznań en 1955, y fabricado entre 1957 y 1983 por las plantas FSO (1957 a 1972), y la FSM en Varsovia (1972 hasta 1983) en Bielsko-Biała. Su producción alcanzó un total de 177,234 unidades entre las cifras de la FSO y de la FSM se llegaría hasta las 344,077; para un total de 521,311 vehículos. Durante su prolongada producción no tuvo modificaciones en su diseño inicial de consideración.

## Historia
Primeramente, los ingenieros polacos deseaban que el Syrena tuviera un motor de cuatro tiempos refrigerado por aire en un chasis autoportante. Debido a la falta de plantas especializadas en procesos de estampaje y por reducciones de costos, los primeros Syrena 100 estuvieron a punto de ser construidos supuestamente de carrocerías hechas de madera recubierta de cuerina. Estos coches inicialmente fueron motorizados por un propulsor de dos tiempos, diseñado por el ingeniero Fryderyk Bluemke. 
Los primeros prototipos del Syrena serían hechos en diciembre de 1953. Un primer prototipo -hecho con una carrocería de madera-, sería construido por Stanislaw Pankiewicz,mientras que la segunda versión sería hecha de acero estampado, la que se diseñó por Stanislaw Lukaszewicz. Estos tuvieron que combinar aspectos de los dos prototipos haciéndose la mitad de la carrocería con componentes metálicos y la mitad del segundo tendría elementos de madera (que a excepción de su techo que era inicialmente de madera-.), tenía otros componentes compartidos para abaratar costos. En marzo de 1955 FSO había hecho ya 5 prototipos del Syrena 100.
En septiembre todos estos tomaron parte en una prueba experimental de carretera, en la que cubrieron una distancia de 5600 km. Uno de estos coches, conducido por el piloto de pruebas Karol Pionnier, resultaría chocado, y en dicho incidente se develaría la debilidad y suceptibilidad del techo en madera. Como resultado, los ingenieros deciden usar acero en vez de piezas de madera para esta parte del coche. Uno de los prototipos sería exhibido en la the Feria de Poznań en el otoño de 1955. Y para 20 de marzo de 1957 se inicia formalmente la producción en serie del Syrena 100.

## Variantes
El FSO Syrena se produjo en varios modelos: 100, 101, 102, 103, 104, siendo el más popular el 105. Todas las variantes fueron hechas en su gran mayoría como un sedán de 2 puertas con motores de 2 tiempos, inicialmente de dos cilindros. En 1965 el Syrena recibe una de sus mayores mejoras: un motor más grande, de 3 cilindros; similar al montado en el Wartburg, éste motor, desarrollado inicialmente para equipar al modelo contemporáneo del Syrena, el modelo Wartburg 353; basado en el modelo polaco Warszawa 210.
En 1968 una variante llamada laminat sería producida. Una van panel denominada Syrena Bosto y una pick-up llamada R20 a su vez fueron producidas usando como base el FSO Syrena. Una versión cupé, el Syrena Sport; y una hatchback, el Syrena 110 (en 1966) no pasaron de la etapa de prototipo.
El nombre Syrena se debe a la sirena que es la guardiana del río Wisła (Vístula) y de la capital de Polonia, Varsovia. Esta aparece en su escudo de armas.

### Syrena 100
El Syrena 100 fue diseñado por los ingenieros Stanislaw Lukasiewicz, Stanislaw Panczakiewicz y Fryderyk Bluemke. Se introdujo al mercado con el público presente en la XXIV Feria de Comercio de Poznan de junio de 1955. Este coche causó en su momento un gran interés en sus posibles compradores, lo que impulsó al gobierno polaco a llevar a cabo su producción en serie. Primero, la tasa de producción estimada era de 10 mil unidades por año. Pero a causa de limitantes financieros, El Syrena 100 compartiría muchas de sus parte mecánicas con unos coche ya veteranos en Polonia, el FSO Pobeda y el Warszawa. Como resultado de esto, el Syrena 100 vería incrementado su peso sobre lo que presupuestaba su diseño original (950 kg).

### Syrena 101
En 1960 el Syrena tuvo una primera; y muy ligera, modernización menor. Las mejoras incluían una bomba de combustible mejorada de accionamiento neumático, y un carburador diferente al del diseño de pre-serie. a su vez recibe nuevas plumillas y una suspensión mejorada.

### Syrena 102

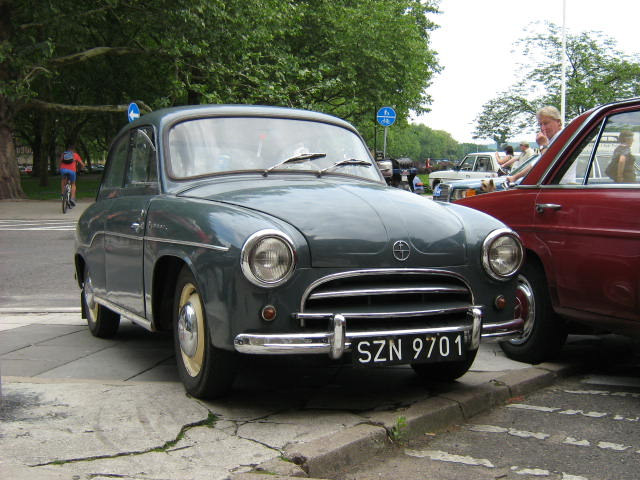
Un modelo del Syrena 102.

El Syrena 102, producido entre 1962 y 1963, dispuso de ligeros retoques que le diferenciaban del modelo precedente, La versión "S" de este modelo comparte su motor con el Wartburg 312.

### Syrena 103
El Syrena 103, producido entre 1963 y 66; tuvo un retoque de su parte frontal, y también se le adiciona un motor diferente.

### Syrena 104

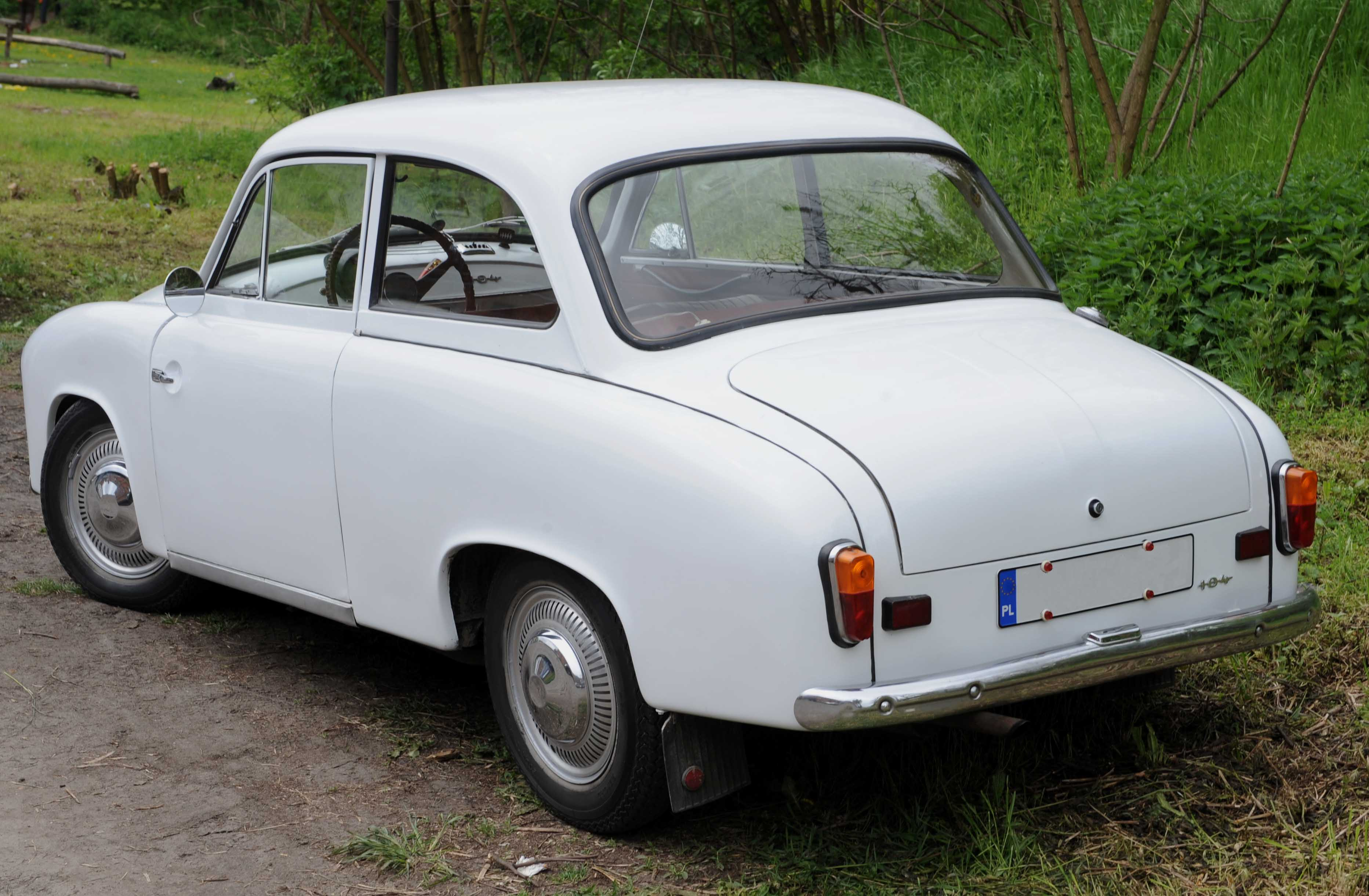
Syrena 104

El siguiente modelo en producción, fue el comercializado entre 1966 y 1972. Tenía un nuevo motor de tres cilindros, una caja de marchas sincrónica y luces de cola reestilizadas.

### Syrena 105

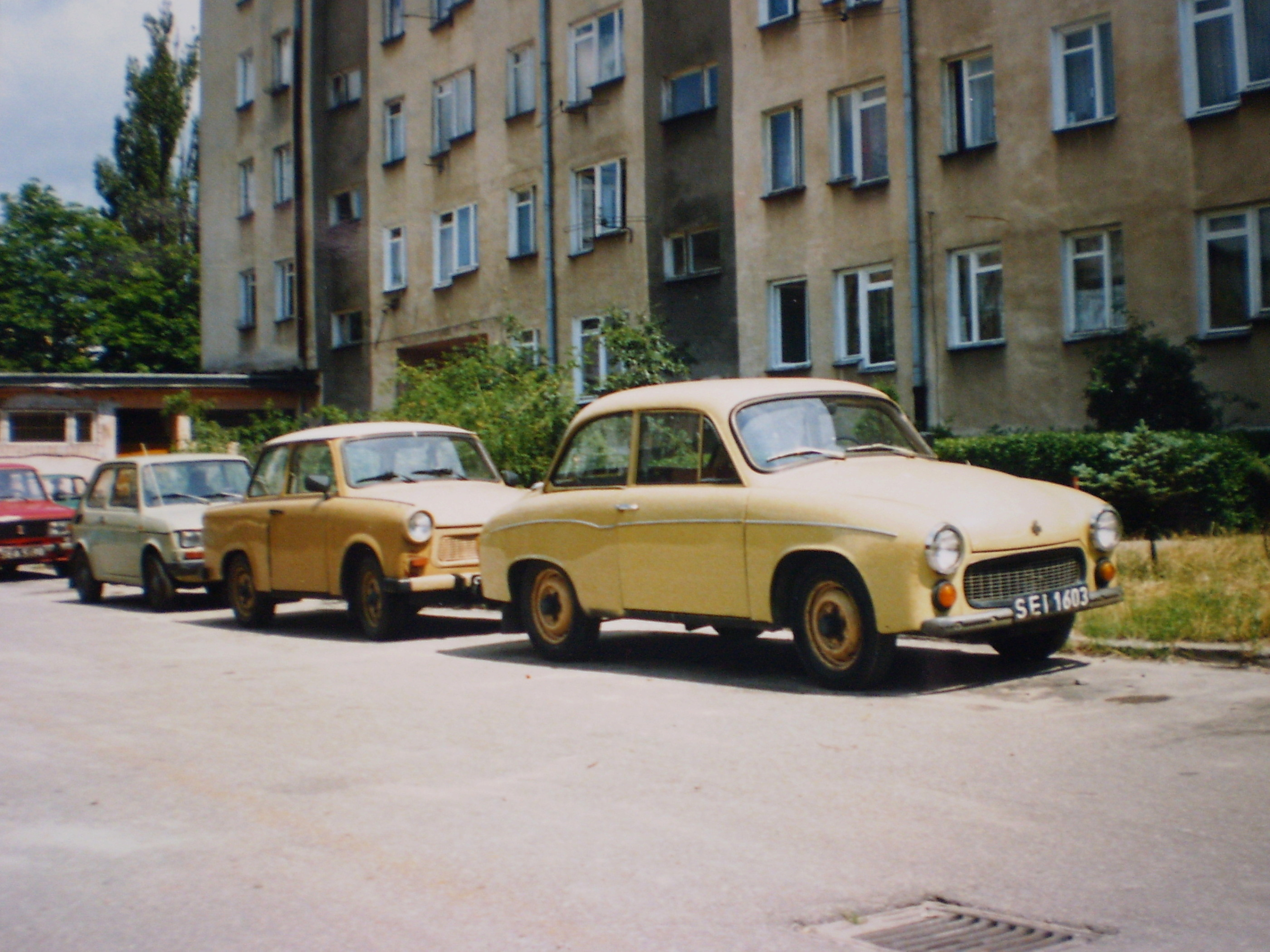
El Syrena 105 en primer cuadro (junto a un Trabant 601 y un Fiat Polski 126p detrás.)

El Syrena 105 sería producido en dos fábricas - en la FSO (1972), como en los modelos anteriores, y en la FSM (1972–83). A diferencia de sus predecesores ya contaba con puertas de apertura frontal dejando las del diseño "puerta suicida" atrás. La versión "De Lujo", producida desde 1974, ya tiene las palanca de cambios y el freno de mano entre los asientos frontales. El 105 sirvió como base del diseño para otros modelos - El Syrena R-20, el cual era una versión camioneta de platón, y una van - El Bosto - que era específicamente una van panel de carga.